# سیدنی لاسیک
سیدنی لاسیک (به انگلیسی: Sydney Lassick) (زاده ۲۳ ژوئیهٔ ۱۹۲۲-درگذشته ۱۲ آوریل ۲۰۰۳) بازیگر آمریکایی بود.
از فیلم‌های معروف او می‌توان به بازی در فیلم دیوانه از قفس پرید، اسکیت‌تاون و پسیفیک پالسیدس اشاره کرد.